# KNVB beker 1980-1981
La Coppa d'Olanda 1980-81  fu la 63ª edizione della competizione.

## Primo turno
6 e 7 settembre 1980.
| Squadra 1       | Risultato   | Squadra 2       |
| --------------- | ----------- | --------------- |
| Fortuna Sittard | 2 - 0 (dts) | Cambuur         |
| Haarlem         | 3 - 0       | Vitesse         |
| Heerenveen      | 3 - 2       | ACV             |
| ROHDA Raalte    | 1 - 1 (dts) | Eindhoven       |
| Veendam         | 2 - 0       | Helmond Sport   |
| SVV             | 5 - 1       | DESK            |
| Volendam        | 3 - 1       | Noordwijk       |
| Caesar          | 2 - 5 (dts) | Amersfoort      |
| De Graafschap   | 2 - 3       | Telstar         |
| DETO            | 2 - 5       | DS '79          |
| FC Amsterdam    | 8 - 1       | VV Arnemuiden   |
| Den Bosch       | 3 - 0       | VV Rheden       |
| FC Vlaardingen  | 4 - 2       | XerxesDZB       |
| VVV-Venlo       | 3 - 2 (dts) | Heracles Almelo |

## Secondo turno
15 e 16 novembre 1980.
| Squadra 1        | Risultato   | Squadra 2      |
| ---------------- | ----------- | -------------- |
| Go Ahead Eagles  | 9 - 3       | ROHDA Raalte   |
| Haarlem          | 2 - 2 (dts) | NAC Breda      |
| MVV              | 3 - 0       | FC Amsterdam   |
| N.E.C.           | 0 - 1       | Groningen      |
| Amersfoort       | 2 - 2 (dts) | VVV-Venlo      |
| Sparta Rotterdam | 2 - 2 (dts) | PEC Zwolle     |
| Telstar          | 2 - 2 (dts) | Willem II      |
| Wageningen       | 4 - 1       | Den Haag       |
| Ajax             | 3 - 0       | SVV            |
| AZ Alkmaar       | 4 - 1       | Heerenveen     |
| DS '79           | 0 - 1       | PSV            |
| Excelsior        | 2 - 2 (dts) | FC Vlaardingen |
| Den Bosch        | 2 - 4       | Utrecht        |
| Twente           | 1 - 0       | Volendam       |
| Feyenoord        | 5 - 1       | Veendam        |
| Fortuna Sittard  | 1 - 2       | Roda JC        |

## Ottavi
24 e 25 gennaio 1981.
| Squadra 1       | Risultato   | Squadra 2      |
| --------------- | ----------- | -------------- |
| Ajax            | 5 - 1       | Twente         |
| AZ Alkmaar      | 5 - 2       | FC Vlaardingen |
| Groningen       | 3 - 2       | VVV-Venlo      |
| Feyenoord       | 3 - 3 (dts) | Haarlem        |
| Go Ahead Eagles | 3 - 1       | MVV            |
| PSV             | 4 - 0       | Roda JC        |
| Willem II       | 2 - 1       | Utrecht        |
| Wageningen      | 0 - 3       | PEC Zwolle     |

## Quarti
Giocati tra il 25 febbraio e il 1º aprile 1980.
| Squadra 1       | Totale | Squadra 2  | Andata | Ritorno     |
| --------------- | ------ | ---------- | ------ | ----------- |
| Ajax            | 4 - 1  | Groningen  | 3 - 0  | 1 - 1       |
| Go Ahead Eagles | 3 - 2  | PEC Zwolle | 1 - 1  | 2 - 1 (dts) |
| Haarlem         | 2 - 4  | AZ Alkmaar | 1 - 1  | 1 - 3       |
| Willem II       | 0 - 3  | PSV        | 0 - 1  | 0 - 2       |

## Semifinali
Giocate il 14 aprile e 12 maggio 1980.
| Squadra 1       | Totale | Squadra 2  | Andata | Ritorno |
| --------------- | ------ | ---------- | ------ | ------- |
| Go Ahead Eagles | 3 - 8  | AZ Alkmaar | 2 - 2  | 1 - 6   |
| PSV             | 3 - 4  | Ajax       | 2 - 2  | 1 - 2   |

## Finale
| Squadra 1 | Risultato | Squadra 2  |
| --------- | --------- | ---------- |
| Ajax      | 1 - 3     | AZ Alkmaar |

| Amsterdam 28 maggio 1981                                        | Ajax      | 1 – 3               | AZ Alkmaar |  |
| \| \| \| \| \| Vanenburg \| Marcatori \| Tol Spelbos Nygaard \| |           |                     |            |  |
|                                                                 |           |                     |            |  |
| Vanenburg                                                       | Marcatori | Tol Spelbos Nygaard |            |  |